# Ileana Ros-Lehtinen

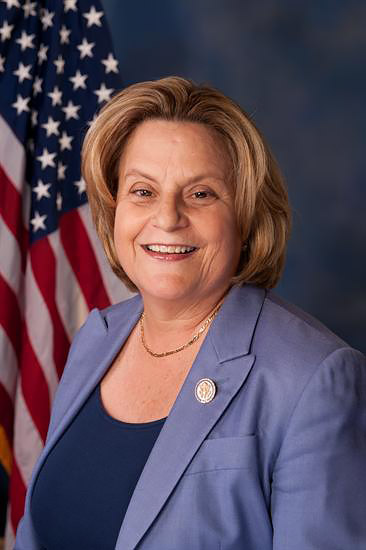
Ileana Ros-Lehtinen

Ileana Ros-Lehtinen (* 15. Juli 1952 in Havanna als Ileana Ros y Adato) ist eine US-amerikanische Politikerin (Republikanische Partei) und seit 1989 Abgeordnete im Repräsentantenhaus der Vereinigten Staaten, in dem sie den 27. Wahldistrikt des Bundesstaates Florida vertritt. 2018 trat die Exilkubanerin nicht zur Wiederwahl an.

## Leben
Ileana Ros-Lehtinen wurde in Kuba als Tochter von Enrique Ros geboren, einem in Florida ansässigen kubanischen Geschäftsmann und Gegner Fidel Castros. Als Siebenjährige gelangte sie mit ihrer Familie nach Miami, wo sie die Southside, Riverside and Shenandoah Public Elementary School, dann die West Miami Middle School und schließlich die Southwest High School besuchte. Hiernach besuchte Ros-Lehtinen die Florida International University und schloss diese mit dem Grad eines Bachelor of Arts ab. Hiernach gründete und leitete sie eine private Grundschule im Miami-Dade County. Nebenher erwarb sie einen Master in „Educational Leadership“ an der Florida International University und einen Doktortitel an der University of Miami.

## Politik
Ileana Ros-Lehtinen wurde 1982 als erste hispanisch-stämmige Frau in das Repräsentantenhaus von Florida gewählt. 1986 wurde sie dann in den Staatssenat gewählt. Während ihrer Zeit im Senat lernte sie Dexter Lehtinen kennen und heiratete ihn. Nach dem Tod des Abgeordneten Claude Pepper 1989 erlangte sie den freigewordenen Sitz im Repräsentantenhaus der Vereinigten Staaten mit Unterstützung von Jeb Bush, der somit seine Popularität bei den Exilkubanern Floridas fördern konnte. Sie wurde als erste Kubanoamerikanerin in den Kongress gewählt. Bis 2013 vertrat sie den 18. Kongresswahlbezirk ihres Staates. Nach einer Umstrukturierung der Wahlkreise in Florida vertritt sie seit 2013 den 27. Wahlkreis im Repräsentantenhaus. Zwischen 2011 und 2013 leitete sie den Auswärtigen Ausschuss, dessen Mitglied sie noch immer ist.
Nach vierzehn Wiederwahlen, zuletzt 2016, übte sie ihr Mandat im Repräsentantenhaus bis zum 115. Kongress aus. Ende April 2017 gab Ros-Lehtinen bekannt, bei der Wahl 2018 nicht wieder anzutreten. Sie schied daher am 3. Januar 2019 aus dem Kongress aus. Ihr Wahlkreis, in dem die Demokraten generell einen Vorsprung vor den Republikanern haben (PVI D+5), galt damit als eine der besten Möglichkeiten für diese, ein zusätzliches Mandat zu erlangen. Der Wahlkreis wurde von der Demokratin Donna Shalala gewonnen.

## Positionen

### Kuba
Ros-Lehtinen ist eine prominente Stimme der Kubanisch-Amerikanischen Lobby, die Druck auf die kubanische Regierung zwecks politischer Veränderungen auf der Insel befürwortet (siehe Beziehungen zwischen Kuba und den Vereinigten Staaten). Sie ist Mitglied des Kongressausschusses für ein demokratisches Kuba (Congressional Cuba Democracy Caucus) und setzte sich gegen eine Beendigung des US-Embargos gegen Kuba ein. 2004 gründete sie die Cuba Democracy Group, US-Agrarexporte dorthin zu drosseln und Geschäfte von US-Banken zu verhindern.
In den 1980er Jahren setzte sich Ros-Lehtinen für die Begnadigung und Freilassung des Exilkubaners Orlando Bosch ein, der terroristischer Attentate und der Beteiligung an dem 73 Todesopfer fordernden Bombenanschlag auf den Cubana-Flug 455 1976 beschuldigt wurde. Sie spielte eine prominente Rolle bei dem fehlgeschlagenen Versuch, das Sorgerecht des leiblichen Vaters des damals sechsjährigen Elián González zu verhindern, der nach dem Tod von Eliáns Mutter bei der gemeinsamen Flucht mit Unterstützung der kubanischen Regierung seinen Sohn wieder zurück nach Kuba holen wollte. 2002 versuchte sie, Jimmy Carters Besuch in Kuba zu verhindern, den die Regierung George W. Bush schließlich erlaubte. Sie setzte sich außerdem für den Geflüchteten Velentin Hernández ein, als dieser angeklagt wurde wegen Mordes am Exilkubaner Luciano Nieves, der sich für Verhandlungen mit der kubanischen Regierung ausgesprochen hatte.
Weiterhin sorgte Ros-Lehtinen für Kontroversen, als sie zur Ermordung Fidel Castros aufrief. Sie erschien in dem britischen Dokumentarfilm 638 Ways to Kill Castro („638 Wege, um Fidel Castro umzubringen“) mit der Bemerkung „I welcome the opportunity of having anyone assassinate Fidel Castro and any leader who is oppressing the people.“ („Ich befürworte die Gelegenheit eines jeden, Fidel Castro, oder jeden anderen Führer umzubringen, der sein Volk unterdrückt.“)

### Naher Osten
Ros-Lehtinen gilt as eine der einflussreichsten pro-israelischen Stimmen im Kongress. Sie lehnt es ab, das Hilfswerk der Vereinten Nationen für Palästina-Flüchtlinge im Nahen Osten zu unterstützen, und brachte einen Gesetzesvorschlag ein, UN-Organisationen nicht zu unterstützen, die den Staat Palästina anerkennen.
Einer der wichtigsten Wahlkampfspender Ros-Lehtinens ist Irving Moskowitz, der illegale israelische Siedlungen unterstützt. Die Lobbygruppe J Street forderte sie 2011 auf, die Spenden zurückzuweisen und die auf eine Zwei-Staaten-Lösung gerichtete Politik der US-Regierung nicht länger zu unterminieren.
Im Jahr 2007 brachte sie im Repräsentantenhaus ein Gesetz ein, das Holocaust-Opfern einen zusätzlichen Klageweg wegen der Geltendmachung von Ansprüchen aus Versicherungsverträgen eröffnen sollte, was die deutsch-amerikanische Vereinbarung zur Stiftung „Erinnerung, Verantwortung und Zukunft“ in Frage gestellt hätte.
Bezüglich des Iranischen Atomprogramms kritisierte das Streben der Obama-Administration nach einer Verhandlungslösung und forderte die Verhängung Sanktionen gegen das iranische Regime.

### Taiwan
Im Taiwan-Konflikt ist Ros-Lehtinen mehrfach als engagierte Verteidigerin der Eigenstaatlichkeit Taiwans gegenüber der Volksrepublik China aufgetreten. Taiwan benötige „alle Mittel, um sich vor chinesischer Aggression und Nötigung zu schützen“. Am 3. April 2018 zeichnete sie Taiwans Präsidentin Tsai Ing-wen dafür mit einem Orden aus.